# Agrypon depressum
Agrypon depressum là một loài tò vò trong họ Ichneumonidae.